# Raanan Rein
Pour les articles homonymes, voir Rein.
 (décembre 2018).
Raanan Rein (né le 17 juin 1960 à Givataim, en Israël) est un historien israélien, titulaire de la chaire Elias Sourasky d'histoire espagnole et latino-américaine, et vice-président de l'université de Tel Aviv.
Il dirige depuis 2005, au sein de ladite université, le Centre S. Daniel Abraham d'études internationales et régionales. Son champ d'investigation actuel se concentre sur la communauté juive d'Argentine et sa relation avec le péronisme ; le sport et la politique en Argentine ; les organisations juives d'autodéfense en Argentine ; et la participation de volontaires juifs dans les Brigades internationales pendant la Guerre civile espagnole.

## Jeunes années et carrière dans le journalisme
Né à Givataim, dans l'aire métropolitaine de Tel Aviv, en Israël, Raanan Rein fit ses études secondaires au collège Shimon Ben Tzvi, et épousa ensuite la doctoresse Mónica Esti Rein, avec qui il a deux enfants. Dans la décennie 1980, il travailla dans la presse et les médias de son pays, y occupant différents postes, dont en particulier celui de : rédacteur au service international de Galeï Tsahal, la station de radio de l'armée israélienne ; d'analyste des affaires internationales pour le journal Hamishmar ; et de membre du groupe fondateur du quotidien Hadashot, qui parut entre 1984 et 1993 et de la section internationale duquel il fut le rédacteur en chef. Pendant cette période, il publia des centaines d'articles et de reportages dans plusieurs revues et périodiques israéliens.

## Parcours universitaire
Concomitamment à son travail de journaliste, Raanan Rein poursuivit des études à l'université de Tel Aviv, obtenant en 1986 une licence en sciences politiques et en histoire. Sa thèse de doctorat, dirigée par les professeurs Shlomo Ben-Ami et Tzvi Medin, portait sur l'alliance entre Francisco Franco et Juan Perón et sur les relations entre l'Argentine et l'Espagne dans l'après-Deuxième Guerre mondiale. En 1992, détenteur d'un doctorat en histoire, il fut attaché au département d'histoire de l'université de Tel Aviv, et devint en 2001 professeur titulaire, avant d'être nommé quelques années plus tard professeur d'histoire espagnole et latinoaméricaine.
Parallèlement à son intense vie d'enseignant et de chercheur, Rein a également exercé plusieurs fonctions administratives à l'université de Tel Aviv. Ainsi a-t-il été : membre du Comité exécutif de cette université ; membre du Comité d'enseignement de la faculté des sciences humaines entre 2003 et 2005 ; fondateur, puis à partir de 2004 directeur du Centre S. Daniel Abraham d'études internationales et régionales ; et vice-recteur de l'université de Tel Aviv entre 2005 et 2009. En outre, le ministère espagnol de l'Éducation, de la Culture et des Sports le sollicita de faire partie du Comité international chargé d'évaluer les centres d'excellence du réseau des universités espagnoles. Depuis 2012, il est vice-président de l'université de Tel Aviv.
Raanan Rein est d'autre part coéditeur de la revue universitaire Estudios Interdisciplinarios de América Latina y el Caribe (EIAL) ; éditeur de la série de livres en langue espagnole Nuevas miradas a la Argentina del siglo XX, publiée par les éditions Lumière de Buenos Aires ; et directeur de la collection Jewish Latin America: Issues and Methods, de la maison d'édition Brill. Rein est par ailleurs membre du conseil éditorial de sept revues universitaires et a été éditeur invité de nombreuses monographies publiées par différentes revues, parmi lesquelles History & Memory, Z'manin, Mediterranean Historical Review et Jewish History. Rein fut professeur visitant à l'université du Maryland (plus précisément au College Park), à l'université Emory d'Atlanta), et à l’UADE de Buenos Aires.

## Domaine de recherche
Ses recherches portent principalement sur : l'Amérique latine contemporaine ; les mouvements populistes latinoaméricains ; société et politique en Argentine; les Juifs dans le monde hispanophone ; les minorités ethniques d'Amérique latine ; immigration et identités collectives ; histoire du XXe siècle espagnol. Ses thèmes d'étude les plus récents concernent la communauté juive argentine et les relations de celle-ci avec le péronisme ; le sport et la politique en Argentine ; les organisations juives d'autodéfense en Argentine ; et la participation de volontaires juifs dans les Brigades internationales pendant la Guerre civile espagnole.
Ses travaux de recherche se sont cristallisés dans un certain nombre d'ouvrages, dont les principaux sont les suivants :
- The Franco-Perón Alliance: Relations between Spain and Argentina, 1946-1955, University of Pittsburgh Press, Pittsburgh et Londres, 1993.
- Argentina, Israel, and the Jews: Perón, the Eichmann Capture, and After, University Press of Maryland, 2003.
- In the Shadow of Perón: Juan Atilio Bramuglia and the Second Line of Argentina's Populist Movement, Stanford University Press, 2008.
- Argentine Jews or Jewish Argentines? Essays on Ethnicity, Identity, and Diaspora, Brill, 2010.
- Fútbol, Jews, and the Making of Argentina, Stanford University Press, 2015.

## Titres et récompenses
Au fil des ans, Raanan Rein s'est vu décerner plusieurs prix et récompenses. En mai 2009, il reçut de la part du gouvernement de la république argentine, en reconnaissance de son apport à la culture du pays, le titre de Commandeur de l'Ordre du libertador San Martín. Il fut du reste le premier Israélien élu membre de l'Académie nationale d'histoire de la république argentine (ANH). En 2012, il remporta la récompense bisannuelle octroyée par le Centre israélien pour les Communautés latinoaméricaines (CICLA) pour sa contribution à la connaissance de l'Amérique latine en Israël. L'année suivante, il fut honoré par le prix de la Latin American Jewish Studies Association (LAJSA) pour le livre qu'il codirigea avec Adriana Brodsky, intitulé The New Jewish Argentina: Facets of Jewish Experiences in the Southern Cone. En 2014, l'université Hofstra le distingua par son prix Dorothy and Elmer Kirsch Distinguished Conference Scholar. En 2016, il fut, sur proposition de Stefan Rinke, le récipiendaire du prix Reimar Lüst Award, co-parrainé par la fondation Alexander von Humboldt et la fondation Fritz-Thyssen (de). La même année, l'État espanol lui conféra le titre de Commandeur de l’Ordre du mérité civil, et l'université de La Plata celui d’Hôte d'honneur extraordinaire. En mars 2017, la législature de la Ville autonome de Buenos Aires le déclara Hôte d'honneur, et la même année lui fut remis le Sceau du bicentenaire par le Comité du bicentenaire à Tucumán. En mai 2017 enfin, et toujours en Argentine, Rein reçut le titre de docteur honoris causa de l'université de San Martín (UNSAM).

## Publications
Rein est l'auteur ou l'éditeur de plus d'une trentaine de livres et de plus d'une centaine d'articles dans des revues universitaires, ainsi que de chapitres d'ouvrages, pour la plupart en anglais et en espagnol.
Ouvrages et chapitres d'ouvrage :
- (en) Adriana Brodsky et Raanan Rein, The New Jewish Argentina : Facets of Jewish Experiences in the Southern Cone, Boston, Brill, 2013
- (es) Claudio Panella (éd.), La segunda línea. Liderazgo peronista, Buenos Aires, Pueblo Heredero / Universidad Nacional de Tres de Febrero, 2014
- (en) David Sheinin et Raanan Rein, Muscling in on New Worlds : Jews, Sport, and the Making of the Americas, Boston, Brill, 2015
- (en) Jeffrey Lesser et Raanan Rein, Rethinking Jewish-Latin Americans, New Mexico, University of New Mexico Press, 2008
- (es) Raanan Rein, Argentina, Israel y los judíos : Encuentros y desencuentros, mitos y realidades, Buenos Aires, Ediciones Lumière, 2001
- (en) Raanan Rein, Argentine Jews or Jewish Argentines? Essays on Ethnicity, Identity, and Diaspora, Boston, Brill, 2010
- (es) Raanan Rein (éd.), Árabes y judíos en Iberoamérica : similitudes, diferencias y tensiones sobre el trasfondo de las tres culturas, Madrid, Tres Culturas, 2008
- (en) Raanan Rein, Fútbol, Jews, and the Making of Argentina, Stanford, Stanford University Press, 2015
- (es) Raanan Rein, Franco, Israel y los judíos, Madrid, Consejo Superior de Investigaciones Científicas, 1996
- (es) Raanan Rein, Juan Atilio Bramuglia. Bajo la sombra del Líder : la segunda línea del liderazgo peronista, Buenos Aires, Ediciones Lumière, 2006
- (es) Raanan Rein, Peronismo, populismo y política : Argentina, 1943-1955, Buenos Aires, Editorial de la Universidad de Belgrano, 1998
- (es) Raanan Rein, La salvación de una dictadura : Alianza Franco-Perón, 1946-1955, Madrid, Consejo Superior de Investigaciones Científicas, 1995
- (en) S. Rinke & K. Schiller (éditeurs), Football, Politics and Protests : The International Campaign against the 1978 World Cup in Argentina, Gœttingue, Wallstein, 2014, « The Relevance and Impact of FIFA World Cups, 1930-2010 », p. 240-258
- (en) Mario Sznajder, Luis Roniger & Carlos Forment (éditeurs), Shifting Frontiers of Citizenship : The Latin American Experience, Boston, Brill, 2013, « From Juan Perón to Hugo Chávez and Back: Populism Reconsidered », p. 289-311

Articles :
- (es) Raanan Rein et Ilan Diner, « Miedos infundados, esperanzas infladas, memorias apasionadas: Los grupos de autodefensa judíos en la Argentina de los años sesenta », ESTUDIOS, Centro de Estudios Avanzados, no 26,‎ juillet-décembre 2011, p. 163-185
- (es) Raanan Rein, « El Largo Camino al panteón de héroes: La tardía inclusión de los brigadistas de la Guerra Civil Española en la narrativa nacional Israelí », Revista Digital do NIEJ, no 6,‎ 2012
- (en) Raanan Rein, « A Trans-National Struggle with National and Ethnic Goals: Jewish-Argentines and Solidarity with the Republicans during the Spanish Civil War », Journal of Iberian and Latin American Studies (JILAR), vol. 20, no 2,‎ 2014, p. 171-182
- (en) Raanan Rein, « Diplomacy, Propaganda, and Humanitarian Gestures: Franquist Spain and Egyptian Jews, 1956-1968 », Iberoamericana, no 23,‎ 2006, p. 21-33
- (en) Raanan Rein, « Echoes of the Spanish Civil War in Palestine: Zionists, Communists and the Contemporary Press », Journal of Contemporary History, vol. 43, no 1,‎ 2008, p. 9-23
- (en) Raanan Rein, « The Eichmann Kidnapping: Its Effects on Argentine-Israeli Relations and the Local Jewish Community », Jewish Social Studies, vol. 7, no 3,‎ 2001, p. 101-130